# Dangers of the Canadian Mounted
Dangers of the Canadian Mounted é um seriado estadunidense de 1948, gênero aventura, dirigido por Fred C. Brannon e Yakima Canutt, em 12 capítulos, estrelado por Jim Bannon, Virginia Belmont e Anthony Warde. Foi produzido e distribuído pela Republic Pictures, e veiculou nos cinemas estadunidenses a partir de 24 de abril de 1948.
Em 1966, Dangers of the Canadian Mounted foi editado como filme para televisão, com 100 minutos, sob o título R.C.M.P. & the Treasure of Genghis Khan.

## Sinopse
Criminosos descobrem um navio com o tesouro de Genghis Khan na fronteira entre Canadá e Alasca, mas o Tesouro está escondido em algum lugar na região. Em seus esforços para encontrar o tesouro escondido, eles recorrem para assassinato e sabotagem na tentativa de parar a construção da rodovia Alcan, que vai trazer colonos para a área. Um Sargento da Real Polícia Montada do Canadá batalha através de 12 episódios para encontrar os bandidos e descobrir a identidade de seu líder misterioso conhecido apenas como The Boss.

## Elenco
- Jim Bannon … Sargento Chris Royal, RCMP
- Virginia Belmont … Roberta "Bobbie" Page
- Anthony Warde … Mort Fowler
- Dorothy Granger … Skagway Kate
- Bill Van Sickel … Dan Page
- Tom Steele … Fagan/Carter/Truck Driver/Lou/Sloane/Spike
- Dale Van Sickel … Boyd/Pete/Bart/Scott/Steele

## Produção
Dangers of the Canadian Mounted foi orçado em $150,038, porém seu custo final foi $150,130.
Foi filmado entre 7 e 28 de outubro de 1947, e foi a produção nº  1699.

### Dublês
- Tom Steele … Sargento Chris Royal (dublando Jim Bannon)
- Dale Van Sickel … Mort Fowler (dublando Anthony Warde)
- Carey Loftin
- Eddie Parker
- Ken Terrell
- Bud Wolfe

## Lançamento

### Cinema
O lançamento oficial de Dangers of the Canadian Mounted é datado de 24 de abril de 1948, porém essa é a data da disponibilização do 6º capítulo.
Foi seguido pelo relançamento de Dick Tracy Returns, ao invés de um novo seriado, como era costume da Republic. O próximo seriado original, Adventures of Frank and Jesse James, foi lançado em outubro do mesmo ano.
O seriado foi relançado em 31 de dezembro de 1956, entre os relançamentos de  Federal Operator 99 e The Purple Monster Strikes. O último seriado lançado de forma original pela Republic fora King of the Carnival, em 1955.

### Televisão
Dangers of the Canadian Mounted foi um dos 26 seriados da Republic a ser relançado em filme para televisão em 1966, com o título mudado para R.C.M.P. & the Treasure of Genghis Khan, numa versão editada com 100 minutos.

## Capítulos
1. Legend of Genghis Khan (20min)
2. Key to the Legend (13min 20s)
3. Ghost Town (13min 20s)
4. Terror in the Sky (13min 20s)
5. Pursuit (13min 20s)
6. Stolen Cargo (13min 20s)
7. The Fatal Shot (13min 20s)
8. False Testimony (13min 20s)[4]
9. The Prisoner Spy (13min 20s)
10. The Secret Meeting (13min 20s)
11. Secret of the Altar (13min 20s)
12. Liquid Jewels (13min 20s)

Fonte: